# Konoe Michitsugo
Konoe Michitsugu (近衛 道嗣, このえ みちつぐ, 1333 – 1387), filho do Kampaku (regente) Mototsugu, foi um nobre do período Nanboku-chō da história do Japão. Pertencia ao ramo Konoe do Clã Fujiwara e se tornou Kampaku (Regente) do Imperador Go-Kogon entre 1661 – 1663.

## Biografia
Michitsugu ingressou na corte imperial em 1337, durante o reinado do Imperador Komyo como Shōgoi (funcionário da Corte de quinto escalão sênior) e logo foi promovido ao posto de Jushii (quarto escalão júnior). Em 1338] ele foi promovido ao posto Shōshii (quarto escalão sênior) e depois ao posto Jusanmi (terceiro escalão júnior); mais tarde, em 1339, foi nomeado vice-governador da província de Harima. Em 1341 foi nomeado Chūnagon, em 1343 promovido ao posto de Shōsanmi (terceiro escalão sênior), em 1344 promovido a Dainagon e em 1346 ascendeu ao posto de Junii (segundo escalão júnior).
Michitsugu foi nomeado Naidaijin em 1347, promovido ao posto de Shōnii (segundo escalão sênior) e nomeado ukonoe no taishō (comandante-geral da ala direita da guarda do palácio) em 1348. Exerceu o cargo de Udaijin entre 1349 e 1360, e concomitantemente em 1350 foi nomeado tōgūfu (preceptor) do príncipe imperial Okihito (futuro imperador Suko da Corte do Norte). Em 1355 ele foi promovido ao posto de Juichii (primeiro escalão júnior).
Michitsugu ocupou o cargo de Sadaijin entre 1360 e 1362, e nomeou kampaku (regente) do imperador Go-Kogon da Corte do Norte de 1361 a 1363.
Como escritor, foi o autor do diário Gukanki (愚 管 記), que analisou os acontecimentos da corte entre 1352 e 1383.
Ele teve como sucessor seu filho o kampaku Konoe Kanetsugu.